# Saison 3 de New York, section criminelle
Chronologie
Saison 2 Saison 4
Cet article présente la troisième saison de la série policière New York, section criminelle.

## Synopsis de la saison
Cette série met en scène une unité d'élite chargée d'enquêter sur des meurtres extrêmement violents en cernant la psychologie des meurtriers.

## Distribution
- Vincent D'Onofrio : inspecteur Robert Goren
- Kathryn Erbe : inspecteur Alexandra Eames (créditée mais non présente épisodes 5 à 11).
- Jamey Sheridan : capitaine James Deakins
- Courtney B. Vance : substitut du procureur Ron Carver

## Liste des épisodes

### Épisode 1:Mauvais plan
- États-Unis : 28 septembre 2003 sur NBC
- France : 11 janvier 2004 sur TF1

- Maureen Anderman (Abby)
- Sarah Bloom (Anna)
- Jim Coleman (Officier Weitz)
- Joe Costa (Jess)
- David Costabile (Professeur Roth)
- Ron Domingo (Marquez)
- Nancy Farrell (Eileen)
- Olek Krupa (Ben Laurette)

### Épisode 2:Les Femmes préfèrent les blonds
- États-Unis : 5 octobre 2003 sur NBC
- France : 8 février 2004 sur TF1

- Richard Barnes (Dr Mishra)
- Jeff Blumenkrantz (Grigori)
- Anne Bobby (Betty Anderson)
- LaTonya Borsay (Cheryl)
- Teagle F. Bougere (Campbell)
- Lee Michael Buckman (Andrew Dryden)
- Barry Del Sherman (Brent Anderson)
- Michael Genet (Feingold)
- Michael Gill (Spencer Anderson)
- Natalie Gold (Claudia)
- Melissa Hickey (Naomi)
- Robert M. Jimenez (Inspecteur Thomas)
- Steve Lebens (Inspecteur Haggerty)
- Ann Marie Lee (Stéphanie Parton)
- Albert Macklin (Arnie)
- James Milton (Dr Mishra)
- Sunita Param (Parveen)
- Rafael Sardina (Marty Ortega)

### Épisode 3:Prédictions à vendre
- États-Unis : 12 octobre 2003 sur NBC
- France : 25 janvier 2004 sur TF1

- Fran Brill (Ilene Maxwell)
- Brennan Brown (Jerry Rivers)
- Bobby Cannavale (Julian Bello)
- Jane Adams (Sylvia Campbell)
- Michael Fawcett (Felandi Olds)
- Edgar Godineaux (Nestor)
- Adam H. Gordon (Slate)
- Florencia Lozano (Octavia Ruiz)
- Joan McMonagle (Joan)
- Michael Nouri (Henry Webster)
- Jason Manuel Olazabal (Inspecteur Upmann)
- Rafael Osorio (Ernie)
- Antone Pagan (Eduardo Romero Mendez)
- Lee Rosen (Clayton Webster)
- Patrick Samay (Severen)
- Anne Twomey (en) (Lyz Webster)

### Épisode 4:Un tueur assassiné
- États-Unis : 19 octobre 2003 sur NBC
- France : 4 janvier 2004 sur TF1

- Abe Alvarez (Jimmy Limone)
- Tim Artz (Bennie Messina)
- Denny Bess (Bolivar)
- Alicia Coppola (Isobel Carnicki)
- Jillian Crane (Josie)
- Katherine Cunningham-Eves (Cara)
- Judith Delgado (Yolanda Guerrez)
- Joe Gonzales (Inspecteur Rodriguez)
- Ann Gray (Georgina Helms)
- Brian Hyman (Nelson)
- Patti Karr (Isabel Merced)
- Liz Larsen (Frieda Merced)
- Jordan Leeds (Anson McDonald Jr.)
- Frank Liotti (Richie Limone)
- Tom Mason (Truman Merced)
- Michael Mastro (Hymie)
- January Murelli (Rozlin)
- Lawrence Nathanson (Josh Bern)
- Terry Serpico (Earl Carnicki)
- C.C. Seymour (Lacey)

### Épisode 5:Plagiat
- États-Unis : 26 octobre 2003 sur NBC
- France : 20 novembre 2004 sur TF1

- Samantha Buck (Inspecteur G. Lynn Bishop)
- Buzz Bovshow (Charles Edward)
- Geneva Carr (Camilla)
- Johnny Garcia (Carlos)
- Eleanor Glockner (Rose)
- Carole Healey (Eleanor Janeway)
- Judd Hirsch (Ben Elkins)
- Anthony Mackie (Carl Hines)
- Armando Molina (Miguel)
- Michal Sinnott (Katya Jalenak)
- Count Stovall (Maître Davis)
- Karen Tsen Lee (Valérie Huang)
- Glynn Turman (Roy Hinnes)
- Gameela Wright (Inspecteur Giles)

### Épisode 6:Tout pour elle
- États-Unis : 12 novembre 2003 sur NBC
- France : 22 février 2004 sur TF1

- Samantha Buck (G. Lynn Bishop)
- Gerald Bunsen (Ed Levitt)
- Rafael Cabrera (Inspecteur Williams)
- Rahad Coulter-Stevenson (Levon Marcus)
- D'Monroe (Darren Exree)
- Gene Gabriel (Inspecteur Alvarez)
- Yusuf Gatewood (Inspecteur Lewis)
- Gano Grills (Inspecteur Price)
- Rodney Hicks (Jerome Davis)
- Charles Holt (Inspecteur Gilman)
- Michael W. Howell (Jeff Dixon)
- Nikki M. James (Tamara Bates)
- Dori Legg (Barbara Louis)
- Regina O'Malley (Sheila Michaels)
- Mario Polit (Manny Oliverez)
- Jeff Pucillo (Brian Sisto)
- Eliyas Qureshi (Feroz Khandwalla)
- Alysia Reiner (Leslie Hurst)
- Jacinto Taras Riddick (Eugene Thomas)
- George O. Weaver Jr (Lovell)

### Épisode 7:La Mort dans l'âme
- États-Unis : 9 novembre 2003 sur NBC
- France : 4 septembre 2004 sur TF1

- Samantha Buck (Inspecteur G. Lynn Bishop)
- David Bishins (Richie Prescott)
- Terry Burstein (Dr Goldberg)
- Michael G. Chin (M. Hyon)
- Lenny Delgado (Léo)
- Christopher Durham (Jake Reno)
- Felix Fibich (M. Fineman)
- Monique Fowler (Lena Brody)
- Rynel Johnson (Inspecteur Belgrave)
- Salem Ludwig (M. Seligman)
- Jennifer Macaluso (Jennifer Prescott)
- Dina Pearlman (Ruth Landau)
- Maria Thayer (Claire Brody)
- Brenda Thomas Denmark (Phillipa)
- Thomas G. Waites (Lance Brody)
- Kay Walbye (Joy Brody)

### Épisode 8:L'Île du péché
- États-Unis : 16 novembre 2003 sur NBC
- France : 4 septembre 2004 sur TF1

- Samantha Buck (Inspecteur G. Lynn Bishop)
- David Anzuelo (Inspecteur Morales)
- Lenore Borja (Rosaria Cruz)
- Ashley Burritt (Liv Miller)
- Lavetta Cannon (Infirmière)
- Ann Crumb (Diana Miller)
- Gail Dennison (Mme Young)
- Leo V. Finnie III (Maurice Langlois)
- John Furey (Michael Koehler)
- Denise Galik (Laura Koehler)
- Chris Gampel (Henry Leavitt)
- Suzanna Hay (Sharon Walker)
- Bill Hoag (Rod)
- Trisha LaFache (Carolyn James)
- Shayna Levine (Claudia Goodman)
- Mike Lisenco (M. Lafferty)
- Billy Lush (Conroy Smith)
- Jason Marr (Wesley Stowe)
- Michael X. Martin (Jason Hendrix)
- Anne L. Nathan (Robin Ingles)
- Nathalie Paulding (Tina Walker)
- Howard Pinhasik (Cleve Young)
- Christopher Russo (Dr Pace)
- Victor Slezak (Révérend Hale)
- Jennifer Smith (Ginny Hendrix)
- Jim Walton (Sam Walker)
- Kurt Ziskie (Rob Miller)

### Épisode 9:Secret de famille
- États-Unis : 23 novembre 2003 sur NBC
- France : 11 septembre 2004 sur TF1

- Samantha Buck (Inspecteur G. Lynn Bishop)
- Wendy Barrie-Wilson (Mme Sinclair)
- John E. Cariani (Frank)
- Denise Cormier (Elizabeth)
- Bobby Daye (Stanley)
- Zach Galligan (Eddie Malloy)
- Anna Katarina (Helen Reynolds)
- Chris Massoglia (Sam Connors)
- Julie Fain Lawrence (Mme Blake)
- Michael MacCauley (Inspecteur Lawson)
- Reiley McClendon (Jason Connors)
- Josh Pais (Dr Ralph Friedman)
- Dennis Rees (Russell Connors)
- Stephanie Sanditz (Josie Marlin)
- Camilla Scott (Brenda Friedman)
- Angelica Torn (Paula Connors)
- Michael K. Weiss (Larry Rothman)
- Elizabeth West (Hester Laddimore)

### Épisode 10:Jouer n'est pas tuer
- États-Unis : 4 novembre 2004 sur NBC

- Samantha Buck (Inspecteur G. Lynn Bishop)
- Annette Arnold (Jody Colby)
- David Wilson Barnes (en) (Abe McVee)
- Glynis Bell (Juge Reisman)
- Peter Bradbury (Duane Forester)
- Jordan Bridges (Jack Cadogan)
- Annie Burton Alvarez (Corinne Kennedy)
- Uliks Fehmiu (Alexi Romack)
- Mike Finesilver (Dalton)
- Kevin Geer (Technicien informatique médico-légal)
- Jonathan Hova (Rautha)
- Astrit Ibroci (Serge Romack)
- T.R. Knight (Neil Colby)
- Richard Litt (Morton)
- Carlos Lopez (Inspecteur Bornstein)
- Hemky Madera (Carlos)
- Monica Meadows (Femme)
- A. D. Miles (en) (Zack)
- Michael Eric Reid (Nicky Carlotta)
- Rachael C. Smith (Ginny Carlotta)
- Bill Timoney (Henry Froman)
- Ching Valdes-Aran (Mme Chan)
- Janet Ward (Mona)
- Christian Young (Raymond Chan)
- Eric Zuckerman (Lucas)

### Épisode 11:Panier de crabes
- États-Unis : 11 janvier 2004 sur NBC
- France : 11 septembre 2004 sur TF1

- Samantha Buck (Inspecteur G. Lynn Bishop)
- Henry Afro-Bradley (M. Edwards)
- Fred Boateng (Freddy)
- Thomas Jefferson Byrd (Curtis Romney)
- Jude Ciccolella (Perry Powell)
- Luis da Silva Jr. (Marvin)
- Suzzane Douglass (Karen Watkins)
- Venida Evans (Mme Rankin)
- Reginald Footman (Joueur)
- Carlos Franco (Corey Fergin)
- Malcolm J. Goodwin (Elvin Fergin)
- John Krasinski (Jace Gleesing)
- Richard V. Licata (Rolf Withers)
- Frank Martin (Bob Woods)
- Louis Martinez (Nate)
- Cortez Nance Jr. (Demario Fergin)
- Clifton Oliver (Kyle Davis)
- Antoine Orr (Dave)
- Kevin Phillips (Ben Watkins)
- Esau Pritchett (Steve Rutherford)
- José Ramon Rosario (Diego Bracho)
- Thea Vidale (Crystal Fergin)

### Épisode 12:Gala de malfaiteurs
- États-Unis : 18 janvier 2004 sur NBC
- France : 20 octobre 2004 sur TF1

- Susan Barrett (Kelly Finlay)
- Gerry Becker (Lawrence Bradley)
- Claire Bloom (Marion Whitney)
- Gwendolyn Bucci (Jeanie Sebald)
- Richert Easley (Gerard O'Keefe)
- Joel Fabiani (Daniel)
- Debbie Lee Jones (Mme Perry)
- Michael Oberlander (George Salinas)
- Ridley Parson (Winslow)
- John Pieza (Sylvio)
- Sal Richards (Nick Weaver)
- Freddie Roman (Marty Chapman)
- James Rutledge (Ned Blake)
- Gloria Sauvé (Della Carter)
- Rebecca Schull (Esther Gruenwald)
- Casey Siemaszko (Harvey Gruenwald)
- Dylan Spiers (Dillon)
- Stewart Steinberg (Stan Newman)
- Melinda Tanner (Juge Hefler)

### Épisode 13:La Danse de la mort
- États-Unis : 15 février 2004 sur NBC
- France : 18 septembre 2004 sur TF1

- William Scott Brown (Inspecteur de Lucci)
- Tony Campisi (Directeur de la banque)
- Geoffrey Cantor (Will Timmons)
- Edie Cowan (Tami)
- Emilio Delgado (Ari Hernandez)
- David Flaherty (Brian)
- Richard Furlong (Officier Damos)
- Ruth Gottschall (Maureen)
- Enid Graham (Marjorie Timmons)
- Jeremy Knaster (Inspecteur Strong)
- Robert Langdon Lloyd (Austin)
- Charles Rocket (Donald DePalma)
- Shirley Roeca (Angel Dominguez)
- Bonnie Rose (Anna Shapiro)
- Nick Sakai (Inspecteur Tanaka)
- Delaney Williams (Ernie Dominguez)
- Eric Jordan Young (André)

### Épisode 14:Prescription mortelle
- États-Unis : 22 février 2004 sur NBC
- France : 9 octobre 2004 sur TF1

- Priya Ayyar (Malepa)
- Pun Bandhu (Dr Pirapan)
- Stephen Bogardus (Steve Johannsen)
- Matthew Dawson (Ruben)
- Colleen Dunn (Ashley Heaton)
- Patrick Frederic (Matt Rye)
- Darren Goldstein (Clayton Sherwood)
- Melora Griffis (Janet Teasdale)
- Adam Grupper (Bernard Mailer)
- Morgan Hallett (Patsy Cannon Sherwood)
- Guy Messenger (Inspecteur Innes)
- James Nugent (Jed)
- Terry O'Quinn (Gordon Buchanan)
- Leif Riddell (Inspecteur Bennett)
- Paul Rolfes (Bellhop)
- Joe Rydzewski (Larry)
- Daniel Sauli (Eric Dunlow)
- Alex Wipf (Michael Clifford)

### Épisode 15:Dangereuse éducation
- États-Unis : 7 mars 2004 sur NBC
- France : 25 septembre 2004 sur TF1

- Patrick Boll (Frank Lasday)
- Jean Brassard (Phillipe)
- Danny Burstein (Luke Vinton)
- Walter Charles (David Clayton)
- Margaret Colin (Dr Eloise Barnes)
- Lyssandra Cox (Celeste)
- Danyon Davis (Curtis)
- Kristoffer Falcones (Jamie Ortiz)
- Gene Farber (Christian Lyle)
- Richmond Hoxie (James Penell)
- Will Janowitz (Rico)
- Scott Johnsen (Inspecteur Yeomans)
- Tasha Lawrence (Tanya Coker)
- Joseph McKenna (K.J. Minkens)
- K.C. Ramsey (Mike Hollinger)
- Taylor Roberts (Camilla Barnes)
- Ed Setrakian (Juge Ross)
- Brent Spiner (Graham Barnes)
- Robert Trumbull (Bill Hefferman)
- Eric Wippo (Derek)
- Cornell Womack (John Emery)

### Épisode 16:Requiem pour un saint
- États-Unis : 14 mars 2004 sur NBC
- France : 16 octobre 2004 sur TF1

- Charlotte Booker (Ellen)
- Thom Christopher (Juge Walton)
- Malachy Cleary (Dr Bill)
- Stephen Colbert (James Bennett)
- Timothy Doyle (Sean Sullivan)
- Lisa Gorlitsky (Karen)
- Edward A. Hajj (Blaine Devlin)
- Ronald Lew Harris (Neil Martin)
- Lydia Grace Jordan (Charlotte)
- Ruth Maleczech (Inez)
- Dennis McGeady (Andrew Bassett)
- Brian Murray (Richard Sullivan)
- John Roney (Inspecteur Philipps)
- Remi Sandri (Abel Keller)
- Lois Smith (Elizabeth Bennett)
- Phyllis Somerville (Louise Politano)
- Marisa Vural (Samantha)

### Épisode 17:L'Éveil des sens
- États-Unis : 28 mars 2004 sur NBC
- France : 2 octobre 2004 sur TF1

- Geoffrey Arend (Daris Macelvoy)
- Barbara Andres (Judith Worley)
- Phyllis Bash (Juge Gilcrest)
- Jim Coope (Inspecteur Cunningham)
- John Gallagher Jr. (Gary)
- Bard Goodrich (Technicien)
- Judy Kuhn (Dr Anna Ford)
- Heidi Landis (Morales)
- Michael Macchio (Vic)
- David Manis (Charles Ergen)
- James Murtaugh (Ned Worley)
- Dee Pelletier (Laraine Farrell)
- John Savage (Mark Farrell)

### Épisode 19:Un témoin en moins
- États-Unis : 9 mai 2004 sur NBC
- France : 30 octobre 2004 sur TF1

- Frank Adonis (Eddie)
- Austin Basis (Louis "Lou-Lou" Versini)
- Kevin Cahoon (en) (Paul)
- Fulvio Cecere (Jim Farcas)
- Geeta Citygirl (Shamoli)
- Leo Fitzpatrick (Richard Chops Cozza)
- Elisabeth A. Furtado (Bea Mills)
- Nicholas J. Giangiulio (Lorenzo Lucci)
- Karen Giordano (Gina Rigatello)
- Jason Jurman (Danny Lucci)
- Marina Kotovnikov (Svetlana)
- Zhana Kushir (Nina Grotsky Perez)
- Geraldine LiBrandi (Nicoletta Lucci)
- Fernando Lopez (Substitut du Procureur Geraldo Perez)
- Albert Makhtsier (Dmitri Petrovna)
- Mark Margolis (Mario Damiano)
- Sal Mistretta (Martin Halbrecht)
- Frankie Nasso (Mikey Damiano)
- Matte Osian (Raymond Tait)
- George Pesce (Benny)
- Greg Siebel (Phil)
- Irma St. Paule (Antonella Sale)
- David Valcin (Inspecteur Hodes)

### Épisode 20:Meurtres sur ordonnance
- États-Unis : 16 mai 2004 sur NBC
- France : 6 novembre 2004 sur TF1

- Keisha Alfred (Danielle Pearce)
- Gretha Boston  (Phoenicia)
- Jim Coleman (M. Cook)
- Michael Cone (M. Selwyn)
- Gary Cowling (Greg Lafond)
- Paddy Croft (Alda Morse)
- Michael Deeg (Inspecteur Morris)
- Cheryl Freeman (Janette Pearce)
- Arthur French (M. Hawks)
- Tom Galantich (Chris Swann)
- C.C. Loveheart (Tarin Morse)
- Greta Martin (Valerie Perret)
- Jodie Lynne McClintock (Pia O'Donnell)
- J.C. Montgomery (Alfred Perret)
- Gio Perez (Piéton)
- Marilyn Sue Perry (Mme Dobell)
- Steven Petrillo (Blevins)
- Dennis T. Pressey (Lawrence Belling)
- Wayne Scherzer (Premier médecin)
- Kate Skinner (Meryl Cruthers)
- Franklin Ojeda Smith (Révérend Charles)
- Kevin Tighe (Dr Edwin Lindgard)
- Christianne Tisdale (Claudia Swann)
- Karen Ziemba (Isabel Dawson)

### Épisode 21:La Mémoire traquée
- États-Unis : 23 mai 2004 sur NBC
- France : 9 octobre 2004 sur TF1

- Adam Auslander (Mike)
- Gerald Bunsen (Ramon Ortiz)
- Richard E. Council (en) (Capitaine du 51e district)
- Christine Farrell (Arlène Shrier)
- Michael Garfield (John McHadle)
- Dion Graham (Inspecteur Waites)
- Robert C. Kirk (Sergent Murray)
- Paul Knowles (Eduardo 'Eddie' Mercaldo)
- Aaron Marcus (Dr Barnes)
- Brian O'Neill (Robert Kelly)
- Larry Pine (Bingham Post)
- Bill Quigley (Inspecteur Sayles)
- Bill Sage (Tommy Callahan)
- Ron Lee Savin (Paul)
- Karen Sillas (Beth Landau/Elizabeth Post)
- Fidel Vicioso (Rafael)
- Scott Watanabe (Max)